# Por una cabeza

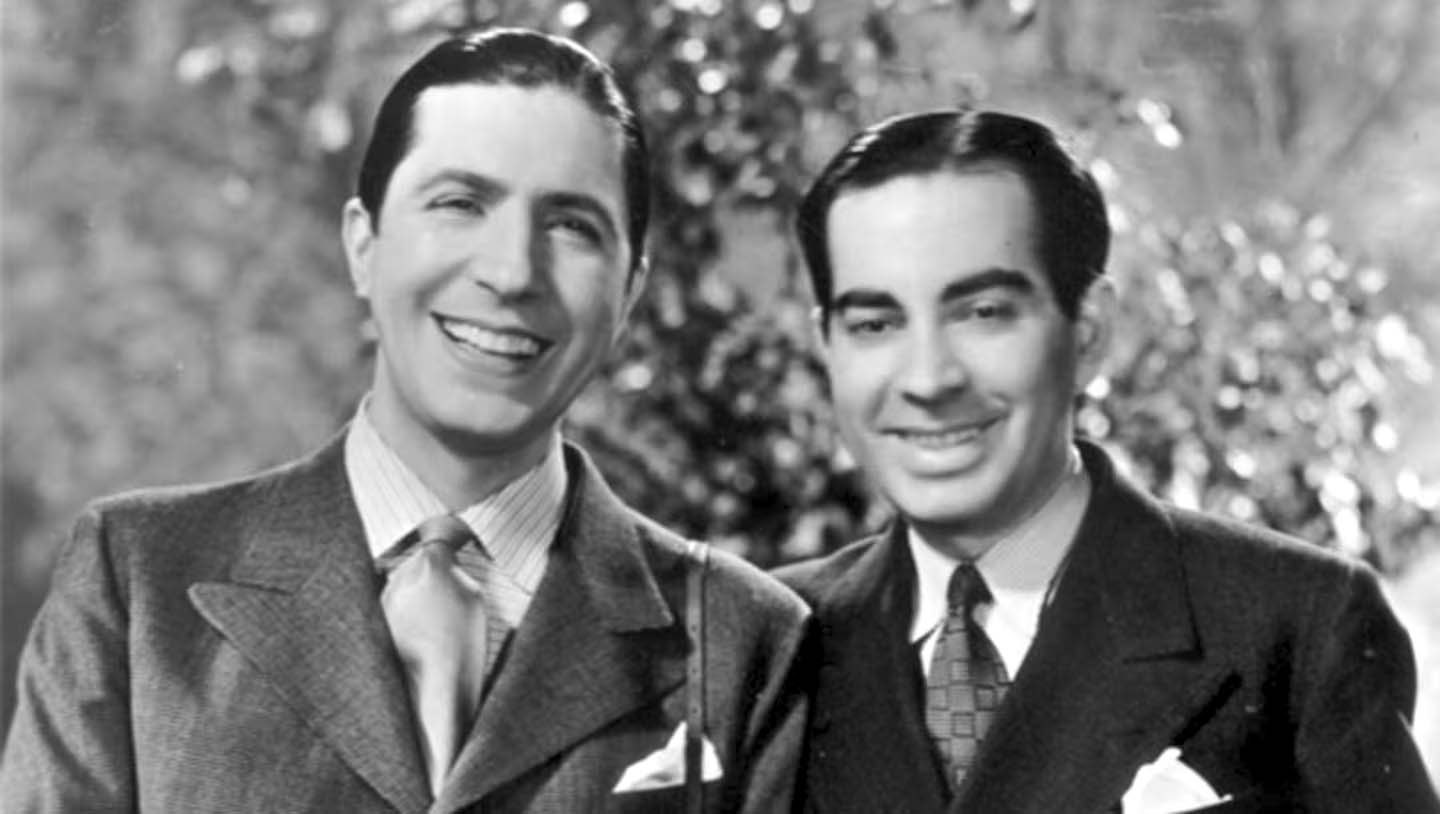
Carlos Gardel und Alfredo Le Pera

Por una cabeza (span.: Ausdruck aus der Welt der Pferderennen‚ um eine Kopflänge,  nur um eine Haaresbreite verlieren/gewinnen) ist ein populärer Tango von Carlos Gardel (Musik) und Alfredo Le Pera (Text) aus dem Jahre 1935.

## Inhalt
Das Tangolied stammt aus dem Musical-Film Tango Bar von John Reinhardt und handelt von einem unverbesserlichen Zocker, der seine unkontrollierte Wettleidenschaft bei Pferderennen seiner Besessenheit für Frauen gleichstellt. 
Der Refrain por una cabeza spielt mit der Bedeutung von cabeza (Kopf). Einmal ist die Kopflänge eines Pferdes gemeint (man verliert ganz knapp – um Haaresbreite), ein anderes Mal bedeutet por una cabeza: wegen des Kopfes einer Frau. 
Ob wegen eines Pferdekopfes oder wegen eines Frauenkopfes – rückfällige Wettlust und leichtgläubige Leidenschaft führen in den Ruin:
39 Pero si algún pingo

40 Llega a ser fija el domingo,

41 Yo me juego entero

42 ¿Qué le voy a hacer?
Aber wenn ein Pferd

Am Sonntag ein sicherer Tipp ist,

Wette ich alles

Was soll ich tun?

## Mozart inspirierte Gardel
Melodie und Harmonie stimmen mit dem zweiten Couplet von Mozarts Rondo für Violine und Orchester C-Dur (KV 373) überein.

## Schicksalhafter Tod
Der Textdichter Alfredo Le Pera, der Komponist, Gitarrist, Sänger und Schauspieler Carlos Gardel kamen gemeinsam bei einem Flugzeugabsturz in Medellín, Kolumbien, am 24. Juni 1935 ums Leben. Die Uraufführung des Filmes Tango Bar erfolgte einige Tage später am 5. Juli 1935 in New York.

## Liedtext
01 Por una cabeza

02 De un noble potrillo

03 Que justo en la raya

04 Afloja al llegar

05 Y que al regresar

06 Parece decir

07 No olvides, hermano,

08 Vos sabés no hay que jugar

09 Por una cabeza

10 Metejón de un día

11 De aquella coqueta

12 Y risueña mujer

13 Que al jurar sonriendo,

14 El amor que está mintiendo

15 Quema en una hoguera

16 Todo mi querer.

17 Por una cabeza

18 Todas las locuras

19 Su boca que besa

20 Borra la tristeza

21 Calma la amargura.

22 Por una cabeza

23 Si ella me olvida

24 Qué importa perderme

25 Mil veces la vida

26 Para qué vivir

27 Cuántos desengaños

28 Por una cabeza

29 Yo juré mil veces

30 No vuelvo a insistir

31 Pero si un mirar

32 Me hiere al pasar

33 Su boca de fuego,

34 Otra vez, quiero besar

35 Basta de carreras,

36 Se acabó la timba

37 Un final reñido

38 Yo no vuelvo a ver

39 Pero si algún pingo

40 Llega a ser fija el domingo

41 Yo me juego entero,

42 ¿Qué le voy a hacer?

Um eine Kopflänge,

Von einem edlen Fohlen

Das genau auf der Ziellinie

Schwächelt, bevor es ankommt,

Und das bei der Rückkehr

Zu sagen scheint

Vergiss nicht Bruder

Du weißt man sollte nicht spielen

Wegen eines Kopfes,

Vernarrtheit eines Tages

In jene kokette

Und fröhlichen Frau,

Die lächelnd Liebe schwört

Liebe, die sie vorlügt

Verbrennt in einem Feuer

All meine Zuneigung

Wegen eines Kopfes

All die Verrücktheiten

Ihr Mund, der küsst

löscht die Traurigkeit

Beruhigt die Bitterkeit

Um eine Kopflänge

Wenn sie mich vergisst

Was macht es schon, wenn ich

Tausendmal das Leben verliere

Wozu noch leben

Wie viele Enttäuschungen,

wegen einer Kopflänge

Ich schwor tausendmal

Ich werde nicht wieder darauf bestehen

Aber wenn ein Blick

Im Vorbeigehen mich trifft

Ihre feurigen Lippen

Will ich wieder küssen

Schluss mit den Rennen,

Das Glücksspiel ist vorbei,

Ein hart umkämpftes Ende

Will ich nicht wieder sehen,

Aber wenn ein Pferd

Am Sonntag ein sicherer Tipp ist,

Wette ich alles,

Was soll ich tun?

## Verwendung
Dieses Stück ist Bestandteil der Filmmusik vieler Filme und Fernsehserien wie beispielsweise:
- Delicatessen (1991),
- Der Duft der Frauen (1992)[2]
- Schindlers Liste (1993),
- True Lies (1994),
- Titanic (1997),
- Das Spiel der Macht (2006),
- Easy Virtue – Eine unmoralische Ehefrau (2008),
- Mutter muss weg (2012),
- Haus des Geldes – Folge 1, Teil 2 (2017).